# Saaremetsa (Laimjala)
Saaremetsa – wieś w Estonii, w prowincji Sarema, w gminie Laimjala.